# 弗謝沃洛日斯克
60°0′55″N 30°40′32″E / 60.01528°N 30.67556°E
弗謝沃洛日斯克（羅馬化：Vsevolozhsk）是俄羅斯列寧格勒州的其中一個城市，位於聖彼得堡以東24公里，面積為62.26平方公里。2010年時人口59,704人。
1963年建市。